# The Band (programma televisivo)
The Band è un programma televisivo italiano di genere talent show in onda in prima serata su Rai 1 dal 22 aprile al 20 maggio 2022 con la conduzione di Carlo Conti.

## Il programma
Il talent prevedeva che alla prima puntata partecipassero 16 gruppi musicali. Le Band sono giudicate da una giuria composta da tre membri e sono guidate da otto Tutor. Nel corso della prima puntata, ogni Band si esibisce in una sfida a due; ciascuno degli otto Tutor non esprime alcun voto ma alla fine dell'esibizione sceglie una Band da assumere sotto la propria tutela.
Le Band scelte da ciascun Tutor rimangono nel programma fino alla puntata finale, nella quale si esibiscono insieme al proprio Tutor. In ciascuna puntata, i membri della Giuria assegnano a ciascuna Band da 5 a 10 punti, mentre i Tutor (che votano in tutte le puntate ad eccezione della prima) assegnano da 1 a 5 punti e non possono dare nessun voto alla propria Band. Inoltre, mentre il punteggio dei membri della Giuria è svelato alla fine della puntata con la somma totale, il punteggio dei Tutor è svelato al termine di ogni esibizione sia singolarmente sia facendo la somma totale.
La somma dei voti ottenuti da ciascuna Band nel corso delle puntate determina la Classifica generale e al termine delle puntate previste la Band che in Classifica generale ottiene il punteggio più elevato è proclamata Band dell'anno, mentre le Band situate nei primi tre posti si esibiscono con un proprio inedito.
Il programma, inoltre, prevedeva per ogni puntata qualche momento di comicità attraverso la presenza di Federico Basso e Davide Paniate, che intrattengono il pubblico e i telespettatori nelle vesti di improbabili giornalisti.
Il programma è un format Palomar/Rai/Skyline, scritto da Carlo Conti insieme a Ivana Sabatini, Emanuele Giovannini, Leopoldo Siano, Mario D'Amico con la collaborazione di Mattia Bravi.

## Edizioni
| Edizione | Anno | Conduzione  | Periodo        | Periodo        | Giuria         | Giuria        | Giuria       | Puntate | Regia              | Band | Band Vincitrice | Studio                                                       |
| Edizione | Anno | Conduzione  | Inizio         | Fine           | Giuria         | Giuria        | Giuria       | Puntate | Regia              | Band | Band Vincitrice | Studio                                                       |
| -------- | ---- | ----------- | -------------- | -------------- | -------------- | ------------- | ------------ | ------- | ------------------ | ---- | --------------- | ------------------------------------------------------------ |
| 1ª       | 2022 | Carlo Conti | 22 aprile 2022 | 20 maggio 2022 | Gianna Nannini | Carlo Verdone | Asia Argento | 5       | Maurizio Pagnussat | 16   | Isoladellerose  | Teatro Verdi di Montecatini Terme - Studio Tenda (Cinecittà) |

## Band

### Prima edizione (2022)
| Band                     | Luogo di provenienza | Tutor                | Stato                |
| ------------------------ | -------------------- | -------------------- | -------------------- |
| Isoladellerose           | Roma                 | Enrico Nigiotti      | Vincitori            |
| Anxia Lytics             | Alessandria          | Dolcenera            | Secondi classificati |
| Cherry Bombs             | Milano               | Giusy Ferreri        | Terze classificate   |
| Achtung Babies           | Roma                 | Rocco Tanica         | Finalisti            |
| JF Band                  | Parma                | Federico Zampaglione | Finalisti            |
| Living Dolls             | Udine                | Francesco Sarcina    | Finaliste            |
| Mons                     | Torino               | Marco Masini         | Finalisti            |
| N'Ice Cream              | Ascoli Piceno        | Irene Grandi         | Finalisti            |
| Rojabloreck              | Massa-Carrara        | Eliminati            | Eliminati            |
| La chiamata di emergenza | Bari                 | Eliminati            | Eliminati            |
| Gemini                   | Anagni               | Eliminati            | Eliminati            |
| Xela Unplugged           | Gallarate            | Eliminati            | Eliminati            |
| Silent Project           | Milano               | Eliminati            | Eliminati            |
| Dan e i suoi fratelli    | Milano               | Eliminati            | Eliminati            |
| Keller Band              | Padova               | Eliminati            | Eliminati            |
| Riflesso                 | Ferrara              | Eliminati            | Eliminati            |

## Tutor
| Tutor                | Edizione | Totale |
| Tutor                | 1ª       | Totale |
| -------------------- | -------- | ------ |
| Giusy Ferreri        |          | 1      |
| Irene Grandi         |          | 1      |
| Dolcenera            |          | 1      |
| Marco Masini         |          | 1      |
| Federico Zampaglione |          | 1      |
| Francesco Sarcina    |          | 1      |
| Enrico Nigiotti      |          | 1      |
| Rocco Tanica         |          | 1      |

- Note: Nella prima puntata, Marco Masini invece di essere in studio si è collegato da casa.

## Audience
| Edizione | Rete televisiva | Anno | Stagione  | Programmazione | Programmazione | Programmazione | Programmazione | Programmazione | Programmazione | Programmazione | Telespettatori | Share  | Premiere       | Premiere | Finale         | Finale |
| Edizione | Rete televisiva | Anno | Stagione  | L              | M              | M              | G              | V              | S              | D              | Telespettatori | Share  | Telespettatori | Share    | Telespettatori | Share  |
| -------- | --------------- | ---- | --------- | -------------- | -------------- | -------------- | -------------- | -------------- | -------------- | -------------- | -------------- | ------ | -------------- | -------- | -------------- | ------ |
| 1ª       | Rai 1           | 2022 | primavera |                |                |                |                |                |                |                | 2 393 000      | 13,84% | 3 076 000      | 16,16%   | 2 207 000      | 14,40% |